# Дервиш
Дервиш или Дарвиш (на персийски: درویش) е член на суфистка религиозна група (орден). Дервишите водят аскетичен и изключително беден начин на живот.
Дар на персийски означава „врата“. Дарвиш буквално значи „който ходи от врата на врата“. Васил Гюзелев ги определя като мюсюлмански странстващи монаси, скитници-проповедници. Дервишите просели, за да получат унижение на този свят и за да се отрекат от материалното, като се сближат с духовното. На дервишите е забранено да просят за себе си, а изпросеното даряват на други бедняци. Все пак не всички дервиши се занимават с просия. Измежду тях има и занаятчии, като например рибари.
Като последователи на суфизма, дервишите се славят със своята мъдрост, медицина, поезия, просветление и остроумие. Например Настрадин Ходжа (Молла Насрадин) се е превърнал в легенда не само сред мюсюлманите.
Дервишите имат различни организации (тарикати) и вярвания, които се отдалечават от традиционния сунитски ислям. Има дервишки ордени, които произлизат от шиитския ислям.
В Египет е установен дервишкият орден Кадирия. Рифаия намира почва в Северна Африка, Турция, Балканите, Иран, Индия, Афганистан и Таджикистан. Орденът Мевлеви е основан в Турция от Мевляна Джалал ад-Дин Мухаммад Руми и намира много последователи.
В началото на XX век в Сомалия възниква съпротивително Дервишко движение (Halgankii Daraawiishta) срещу опитите за колонизация което с въоръжена борба успява да отблъсне британските колонизатори между 1899 и 1920 г.
През вековете дервишите често са били обект на гонения от страна на държавната власт в мюсюлманските държави, тъй като отклонявали хората от традиционния ислям. На Балканите те често намирали подслон в планините и особено в Родопите. Те установяват контакт с богомилите, които имали подобни практики и също водели аскетичен начин на живот, просели и ходели с големи торби, поради което са наречени торбеши. Днес торбешите изповядват исляма, който вероятно са приели от дервишите. В родопските села фамилията „Дервишеви“ е повсеместно разпространена.
Дервишите и суфиите често са били изпращани да провеждат мисионерска дейност в региони, които предстояло да бъдат атакувани и завзети от халифите и султаните. По този начин те подготвяли терена, получавали разузнавателни сведения и завоювали подкрепата на местните жители, приели исляма от мисионерите.
Скитничеството на дервишите се практикувало също с цел освобождаване от зависимостите (телесни потребности, емоционални привързаности, любов към удобствата). Легендите за способностите на дервишите са много разпространени и поради естеството на тяхното тайно учение, до което имат достъп само хора с изключителни волеви, интелектуални и душевни качества. Така тяхната дейност си е създала митологичен образ в съзнанието на непросветените в същността на суфи-ученията. Дервишите са известни със своите чудеса, като някои от тях са способността им да общуват с животни, да демонстрират как духът владее материята (причиняват си рани, които моментално зарастват – такива демонстрации могат да се наблюдават дори в наши дни в страните от Близкия изток, Средния Изток и Индия) и много други. Някои изтъкнати представители на суфизма (като Хазрат Инаят Хан, Мирзакарим Норбеков, Идрис Шах и др.) дори твърдят, че висшите дервиши са овладели и още по-големи сили, които обаче никога не демонстрират публично заради естеството на тяхното учение. Древната традиция повелява истинският мистик да знае и умее всичко, но да си държи устата затворена.
Според Хазрат Инаят Хан (сред най-известните представители на суфизма, основател на международното суфи-движение) схващането, че учението на дервишите принадлежи строго и само към мюсюлманската религия, е неточно. Той твърди, че суфизмът е възникнал в Египет като разклонение на древната египетска мистична школа и от там се е разпространил по света.